# لوگانزویل (اوهایو)
لوگانزویل (به انگلیسی: Logansville) یک منطقهٔ مسکونی در ایالات متحده آمریکا است که در شهرستان لوگان، اوهایو واقع شده‌است.